# Daniel Schillock
Daniel G. Schillock (eigentlich Schillockatis) (* 1826 bei Kaukehmen, Kreis Niederung, Ostpreußen; † 17. August 1878 in Minneapolis) war ein deutscher Rechtsanwalt und Senator in Minnesota.

## Leben
In eine Bauernfamilie Preußisch Litauens geboren, erlernte Schillock die deutsche Sprache in der Dorfschule. Nach dem Abitur am Tilsiter Realgymnasium im Herbst 1845 studierte er an der Albertus-Universität Königsberg Rechtswissenschaft. 1846 wurde er (wie viele Tilsiter) Mitglied des Corps Littuania. Nach den Examen und der Auskultatorausbildung emigrierte er in die USA. Nach mehreren Jahren in Texas, Boston und Wisconsin ließ er sich 1858 als Rechtsanwalt in New Ulm (Minnesota) nieder. 1862 wurde er im Sioux-Aufstand verwundet. Im selben Jahr in den Senat von Minnesota gewählt, galt er als fähigster Senator und unbestechlicher Volksvertreter. Er kämpfte gegen das Eisenbahnmonopol, für den sozialen Fortschritt und den deutschen Unterricht in den Volksschulen. Sein Gehörleiden verhinderte ein viel weiteres Fortkommen. Nach seiner Legislaturperiode zog er 1868 nach Minneapolis. Mit 52 Jahren starb er an einem Schlaganfall.